# Ronde van Frankrijk 1927
| Route van de Ronde van Frankrijk 1927 met start en finish in Parijs. |                       |               |
| Eindklassement                                                       |                       |               |
| Algemeen klassement                                                  | Nicolas Frantz        | 198h 16' 42"  |
| Tweede                                                               | Maurice De Waele      | + 1h 48' 21"  |
| Derde                                                                | Julien Vervaecke      | + 2h 25' 06"  |
| Vierde                                                               | André Leducq          | + 3h 02' 05"  |
| Vijfde                                                               | Adelin Benoît         | + 4h 45' 01"  |
| Zesde                                                                | Antonin Magne         | + 4h 48' 23"  |
| Zevende                                                              | Pé Verhaegen          | + 6h 18' 36"  |
| Achtste                                                              | Julien Moineau        | + 6h 36' 17"  |
| Negende                                                              | Hector Martin         | + 7h 07' 34"  |
| Tiende                                                               | Maurice Geldhof       | + 7h 16' 01"  |
| Rode Lantaarn                                                        | Jacques Pfister (31e) | + 31h 03' 51" |
| Ploegenklassement                                                    | Alcyon                | -             |
| Tweede                                                               | ?                     | -             |
| Derde                                                                | ?                     | -             |

In 1927 ging de 21e Tour de France van start op 19 juni in Parijs. Hij eindigde op 17 juli in Parijs. Er stonden 38 renners verdeeld over 7 ploegen aan de start. Daarnaast stonden er nog 104 individuelen aan de start. Een nieuwtje was dat de vlakke etappes niet met een geheel peloton werden gereden, maar als een soort ploegentijdrit. Ook werd het aantal etappes verhoogd, en hun individuele lengte ingekort, in de hoop dat de ronde niet zoals in voorgaande jaren feitelijk in een etappe (de Pyreneeënetappe) werd beslist.
In de eerste bergetappe, de elfde etappe van Bayonne naar Luchon, ontsnapte de Italiaan Michele Gordini in het geniep. Toen de overige renners doorhadden wat er was gebeurd, had hij al een uur voorsprong op het voorzichtig rijdende peloton. Mede door materiaalpech werd hij alsnog ingerekend, en de Luxemburger Nicolas Frantz, al in 1924 en 1926 tweede in de Tour, won de etappe en nam de gele trui over van Hector Martin. In de rest van de ronde hoefde hij slechts zijn positie te consolideren. De Tour was zo lang en zwaar dat slechts 39 van de 142 rijders Parijs wisten te halen.
Aantal ritten: 24

Totale afstand: 5398 km

Gemiddelde snelheid: 27.224 km/h

Aantal deelnemers: 142

Aantal uitgevallen: 103

## Belgische en Nederlandse prestaties
In totaal namen er 26 Belgen en 0 Nederlanders deel aan de Tour van 1927.

### Belgische etappezeges
- Maurice De Waele won de 2e etappe van Dieppe naar Le Havre en de 13e etappe van Perpignan naar Marseille.
- Hector Martin won de 3e etappe van Le Havre naar Caen en de 22e etappe van Metz naar Charleville.
- Camille Van De Casteele won de 4e etappe van Caen naar Cherbourg.
- Gustaaf Van Slembrouck won de 7e etappe van Brest naar Vannes en de 12e etappe van Luchon naar Perpignan.
- Raymond De Corte won de 8e etappe van Vannes naar Les Sables d'Olonne en de 20e etappe van Belfort naar Straatsburg.
- Adelin Benoît won de 9e etappe van Les Sables naar Bordeaux en de 18e etappe van Evian naar Pontarlier.
- Pé Verhaegen won de 10e etappe van Bordeaux naar Bayonne en de 17e etappe van Briançon naar Evian.
- Julien Vervaecke won de 16e etappe van Nice naar Briançon.
- Maurice Geldhof won de 19e etappe van Pontarlier naar Belfort.

### Nederlandse etappezeges
- In 1927 was er geen Nederlandse etappezege.

## Etappes
- 1e Etappe Parijs - Dieppe: Francis Pélissier (Fra)
- 2e Etappe Dieppe - Le Havre: Maurice De Waele (Bel)
- 3e Etappe Le Havre - Caen: Hector Martin (Bel)
- 4e Etappe Caen - Cherbourg: Camille Van De Casteele (Bel)
- 5e Etappe Cherbourg - Dinan: Ferdinand Le Drogo (Fra)
- 6e Etappe Dinan - Brest: André Leducq (Fra)
- 7e Etappe Brest - Vannes: Gustaaf Van Slembrouck (Bel)
- 8e Etappe Vannes - Les Sables d'Olonne: Raymond De Corte (Bel)
- 9e Etappe Les Sables - Bordeaux: Adelin Benoît (Bel)
- 10e Etappe Bordeaux - Bayonne: Pé Verhaegen (Bel)
- 11e Etappe Bayonne - Luchon: Nicolas Frantz (Lux)
- 12e Etappe Luchon - Perpignan: Gustaaf Van Slembrouck (Bel)
- 13e Etappe Perpignan - Marseille: Maurice De Waele (Bel)
- 14e Etappe Marseille - Toulon: Antonin Magne (Fra)
- 15e Etappe Toulon - Nice: Nicolas Frantz (Lux)
- 16e Etappe Nice - Briançon: Julien Vervaecke (Bel)
- 17e Etappe Briançon - Evian: Pé Verhaegen (Bel)
- 18e Etappe Evian - Pontarlier: Adelin Benoît (Bel)
- 19e Etappe Pontarlier - Belfort: Maurice Geldhof (Bel)
- 20e Etappe Belfort - Straatsburg: Raymond De Corte (Bel)
- 21e Etappe Straatsburg - Metz: Nicolas Frantz (Lux)
- 22e Etappe Metz - Charleville: Hector Martin (Bel)
- 23e Etappe Charleville - Duinkerken: André Leducq (Fra)
- 24e Etappe Duinkerken - Parijs: André Leducq (Fra)

 winnaars gele trui · 
 puntenklassement · 
 bergklassement · 
 jongerenklassement · 
 tussensprintklassement · 
 combinatieklassement · 
 ploegenklassement · 
 strijdlust · 
rode lantaarn
records · meeste deelnames · ranglijst etappewinnaars · bekende beklimmingen · valpartijen · dopinggevallen · Grand Départ · Souvenir Henri Desgrange
1903 · 
1904 · 
1905 · 
1906 · 
1907 · 
1908 · 
1909 · 
1910 · 
1911 · 
1912 · 
1913 · 
1914 ·
1915 ·
1916 ·
1917 ·
1918 · 
1919 · 
1920 · 
1921 · 
1922 · 
1923 · 
1924 · 
1925 · 
1926 · 
1927 · 
1928 · 
1929 · 
1930 · 
1931 · 
1932 · 
1933 · 
1934 · 
1935 · 
1936 · 
1937 · 
1938 · 
1939 · 
1940 ·
1941 ·
1942 ·
1943 ·
1944 ·
1945 ·
1946 ·
1947 · 
1948 · 
1949 · 
1950 · 
1951 · 
1952 · 
1953 · 
1954 · 
1955 · 
1956 · 
1957 · 
1958 · 
1959 · 
1960 · 
1961 · 
1962 · 
1963 · 
1964 · 
1965 · 
1966 · 
1967 · 
1968 · 
1969 · 
1970 · 
1971 · 
1972 · 
1973 · 
1974 · 
1975 · 
1976 · 
1977 · 
1978 · 
1979 · 
1980 · 
1981 · 
1982 · 
1983 · 
1984 · 
1985 · 
1986 · 
1987 · 
1988 · 
1989 · 
1990 · 
1991 · 
1992 · 
1993 · 
1994 · 
1995 · 
1996 · 
1997 · 
1998 · 
1999 · 
2000 · 
2001 · 
2002 · 
2003 · 
2004 · 
2005 · 
2006 · 
2007 · 
2008 · 
2009 · 
2010 · 
2011 · 
2012 · 
2013 · 
2014 · 
2015 · 
2016 · 
2017 · 
2018 · 
2019 ·
2020 · 
2021 · 
2022 · 
2023 · 
2024 · 
2025